# Ménestreau-en-Villette
Ménestreau-en-Villette és un municipi francès, situat al departament del Loiret i a la regió de Centre – Vall del Loira. L'any 2007 tenia 1.472 habitants.

## Demografia

### Població
El 2007 la població de fet de Ménestreau-en-Villette era de 1.472 persones. Hi havia 555 famílies, de les quals 101 eren unipersonals (44 homes vivint sols i 57 dones vivint soles), 185 parelles sense fills, 221 parelles amb fills i 48 famílies monoparentals amb fills.
La població ha evolucionat segons el següent gràfic:
Habitants censats

### Habitatges
El 2007 hi havia 703 habitatges, 564 eren l'habitatge principal de la família, 107 eren segones residències i 32 estaven desocupats. 671 eren cases i 28 eren apartaments. Dels 564 habitatges principals, 450 estaven ocupats pels seus propietaris, 89 estaven llogats i ocupats pels llogaters i 24 estaven cedits a títol gratuït; 2 tenien una cambra, 23 en tenien dues, 63 en tenien tres, 138 en tenien quatre i 338 en tenien cinc o més. 463 habitatges disposaven pel capbaix d'una plaça de pàrquing. A 189 habitatges hi havia un automòbil i a 338 n'hi havia dos o més.

### Piràmide de població
La piràmide de població per edats i sexe el 2009 era:
| Homes | Edats   | Dones |
| ----- | ------- | ----- |
| 0     | 95 o +  | 0     |
| 0     | 90 a 94 | 16    |
| 4     | 85 a 89 | 8     |
| 4     | 80 a 84 | 8     |
| 24    | 75 a 79 | 20    |
| 28    | 70 a 74 | 28    |
| 24    | 65 a 69 | 36    |
| 28    | 60 a 64 | 12    |
| 36    | 55 a 59 | 28    |
| 68    | 50 a 54 | 48    |
| 76    | 45 a 49 | 84    |
| 44    | 40 a 44 | 72    |
| 52    | 35 a 39 | 40    |
| 32    | 30 a 34 | 32    |
| 28    | 25 a 29 | 28    |
| 56    | 20 a 24 | 16    |
| 64    | 15 a 19 | 60    |
| 72    | 10 a 14 | 52    |
| 56    | 5 a 9   | 40    |
| 32    | 0 a 4   | 36    |

## Economia
El 2007 la població en edat de treballar era de 991 persones, 737 eren actives i 254 eren inactives. De les 737 persones actives 681 estaven ocupades (362 homes i 319 dones) i 56 estaven aturades (27 homes i 29 dones). De les 254 persones inactives 109 estaven jubilades, 95 estaven estudiant i 50 estaven classificades com a «altres inactius».

### Ingressos
El 2009 a Ménestreau-en-Villette hi havia 571 unitats fiscals que integraven 1.476 persones, la mediana anual d'ingressos fiscals per persona era de 22.636 €.

### Activitats econòmiques
Dels 59 establiments que hi havia el 2007, 2 eren d'empreses alimentàries, 3 d'empreses de fabricació d'altres productes industrials, 12 d'empreses de construcció, 6 d'empreses de comerç i reparació d'automòbils, 2 d'empreses de transport, 6 d'empreses d'hostatgeria i restauració, 2 d'empreses financeres, 3 d'empreses immobiliàries, 10 d'empreses de serveis, 7 d'entitats de l'administració pública i 6 d'empreses classificades com a «altres activitats de serveis».
Dels 19 establiments de servei als particulars que hi havia el 2009, 1 era una oficina de correu, 1 taller de reparació d'automòbils i de material agrícola, 3 paletes, 1 guixaire pintor, 6 fusteries, 2 perruqueries, 4 restaurants i 1 agència immobiliària.
Dels 5 establiments comercials que hi havia el 2009, 1 era una gran superfície de material de bricolatge, 1 una botiga de menys de 120 m², 2 carnisseries i 1 una botiga de material de revestiment de parets i terra.
L'any 2000 a Ménestreau-en-Villette hi havia 7 explotacions agrícoles.

## Equipaments sanitaris i escolars
El 2009 hi havia 1 escola maternal i 1 escola elemental.

## Poblacions més properes
El següent diagrama mostra les poblacions més properes.